# Měnové riziko
Měnové riziko (řidčeji kurzovní riziko) je druh rizika vznikajícího změnou kurzu jedné měny vůči jiné měně. Když investoři a firmy drží statky či provádějí obchodní operace napříč hranicí měnových oblastí, vystavují se měnovému riziku, proti kterému se však mohou zajistit.